# Ahnenpass

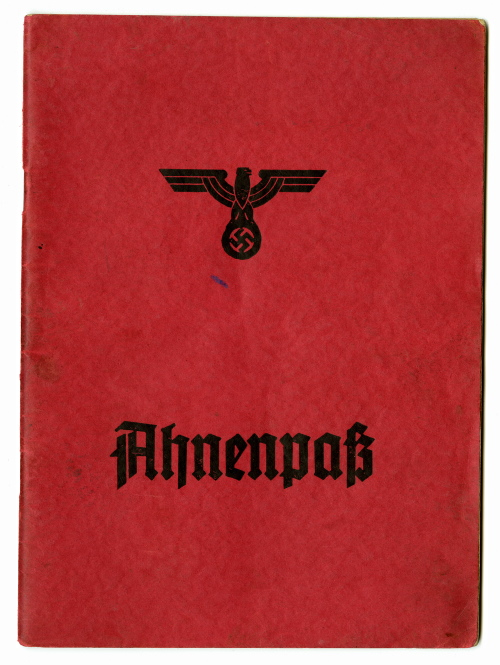

Ahnenpass sau Ahnenpaß („legitimația de descendență”; „pașaportul strămoșesc”)  a fost un document legal de identificare care conținea dovada oficială certificată de descendență. Dovada descendenței era formată din date de naștere, deces sau căsătorie, a căror conformitate cu documentele corespunzătoare ale unui birou de căsătorie, de obicei registrele bisericești ale unui oficiu parohial, a fost confirmată de un oficiu de registratură. Pașaportul strămoșesc a fost eliberat din 1933 de Reichsverband der Standesbeamten in Deutschland e. V. și a servit exclusiv ca "dovadă a descendenței ariene", astfel încât nu a putut servi ca înlocuitor în alte cazuri în care trebuiau prezentate documente. A fost unul din mai multele așa-zise certificate ariene (Ariernachweis).